# Унковский, Григорий Яковлевич
Григорий Яковлевич Унковский — дворянин (Унковские), думный дьяк, первый российский посол на Украине, в Войске Запорожском, во время восстания Хмельницкого (1648—1654).

## История
В 1644—1645 годах — член Русского посольства в Польшу.
Выехал вместе с украинским послом Силуяном Мужиловским 16 марта 1649 года из Москвы.

Как ехали Запорожскою землею от порубежного города Конотопа до Чигирина и в городах полковники, и сотники, и атаманы, и есаулы Григория (Унковского) встречали и провожали конные з знамены, а у городов пешие с ружьем и на встрече и на провожанье стреляли из пушек.
 Провёл 17—22 апреля в Чигирине переговоры с Богданом Хмельницким, изложив позицию русского правительства, согласно которой оно было не готово пока согласиться на воссоединение (вхождение) Украины и России, однако оно готово разрешить беспошлинный вывоз из России на Украину хлеба, соли и других товаров. Хмельницкий в свою очередь разрешил русским купцам беспошлинно торговать на Польской Украине и обязался удерживать Крымское ханство от набегов на Россию. В переговорах Хмельницкий также добивался ускорения активного участия Руси в войне с Польшей.
После окончания переговоров Г. Унковский возвращается в Москву вместе с украинским послом полковником Фёдором Вешняком. Автор «Статейного списка о поездке на Украину» (опубликован в книге «Воссоединение Украины с Россией», т. 2, Москва, 1953).
С 1652 по 1654 годы владел вместе с братом Василием частью села Амирево, продано ими и Косаговскими гостю М. Ерофееву.